# Rosolovitý zooplankton

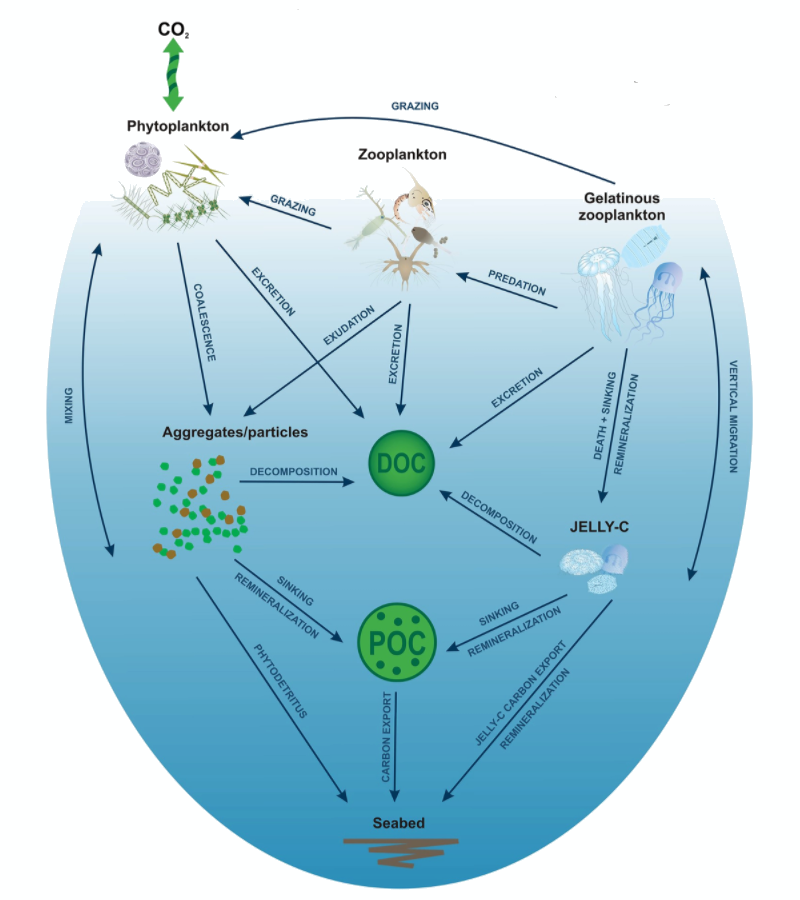
Úloha rosolovitého zooplanktonu v potravních sítích

Rosolovitý zooplankton (anglicky gelatinous zooplankton) je souhrnné označení pro živočichy s měkkými těly, již žijí volně ve vodním sloupci: žahavce (Cnidaria) – zejména medúzovce (Scyphozoa), dále žebernatky (Ctenophora) a salpy (Thaliacea). Nejvyšších hustot dosahuje v pobřežních oblastech Peruánského proudu, na severovýchodě USA, v oblasti Skotského a Newfoundlandského šelfu v Kanadě, Benguelského proudu, Východočínského, Žlutého a Japonského moře a proudu Kurošio, dále v Beringově a Ochotském moři, Jižním oceánu a také v některých izolovanějších vodních plochách, jako je Černé a Středozemní moře.
Rosolovitý zooplankton, a zvláště pak medúzovci, má tendenci extrémně se namnožit na rozsáhlých plochách, což následně přináší ekonomické ztráty v rybářském průmyslu, způsobuje ucpávání přívodních systémů vody pobřežních elektráren anebo požahání lidí. Diskutována je problematika, zda tvorbu těchto medúzových rojů (anglicky jellyfish bloom) nezvyšuje antropogenní činnost.
V ekosystému zástupci rosolovitého zooplanktonu vystupují jako konzumenti fytoplanktonu, jiného zooplanktonu, ale i ichtyoplanktonu. Někteří autoři poukázali na skutečnost, že například medúzy nebývají konzumovány většími predátory, a tak nemusí účinně přenášet uhlík do vyšších trofických úrovní potravní sítě; uvolňují ale značné množství rozpuštěné organické hmoty s nízkým obsahem dusíku, ovlivňující mikrobiální společenstva. Poněvadž se ale pozřený rosolovitý zooplankton rychle stráví do podoby beztvaré hmoty, může být skutečná úroveň predace podhodnocená (ale odhalitelná analýzami stabilních izotopů, mastných kyselin nebo DNA). Ačkoli není rosolovitý zooplankton příliš výživný, bývá totiž na druhou stranu snadno ulovitelný, stravitelný a – jak bylo uvedeno – také hojný. Důležitou složku jídelníčku plní např. pro kožatku velkou (Dermochelys coriacea). V ekosystémech se rosolovitý zooplankton podílí rovněž na přenosu uhlíku směrem do větších hloubek. Z odhadované roční bilance uhlíku rosolovitého zooplanktonu v epipelagické zóně, jež činí 0,038 Pg, se asi 46–54 % může přenést do hloubky ~ 1 000 m, resp. 25–33 % do hloubky ~ 4 500 m.